# Vranapalatset

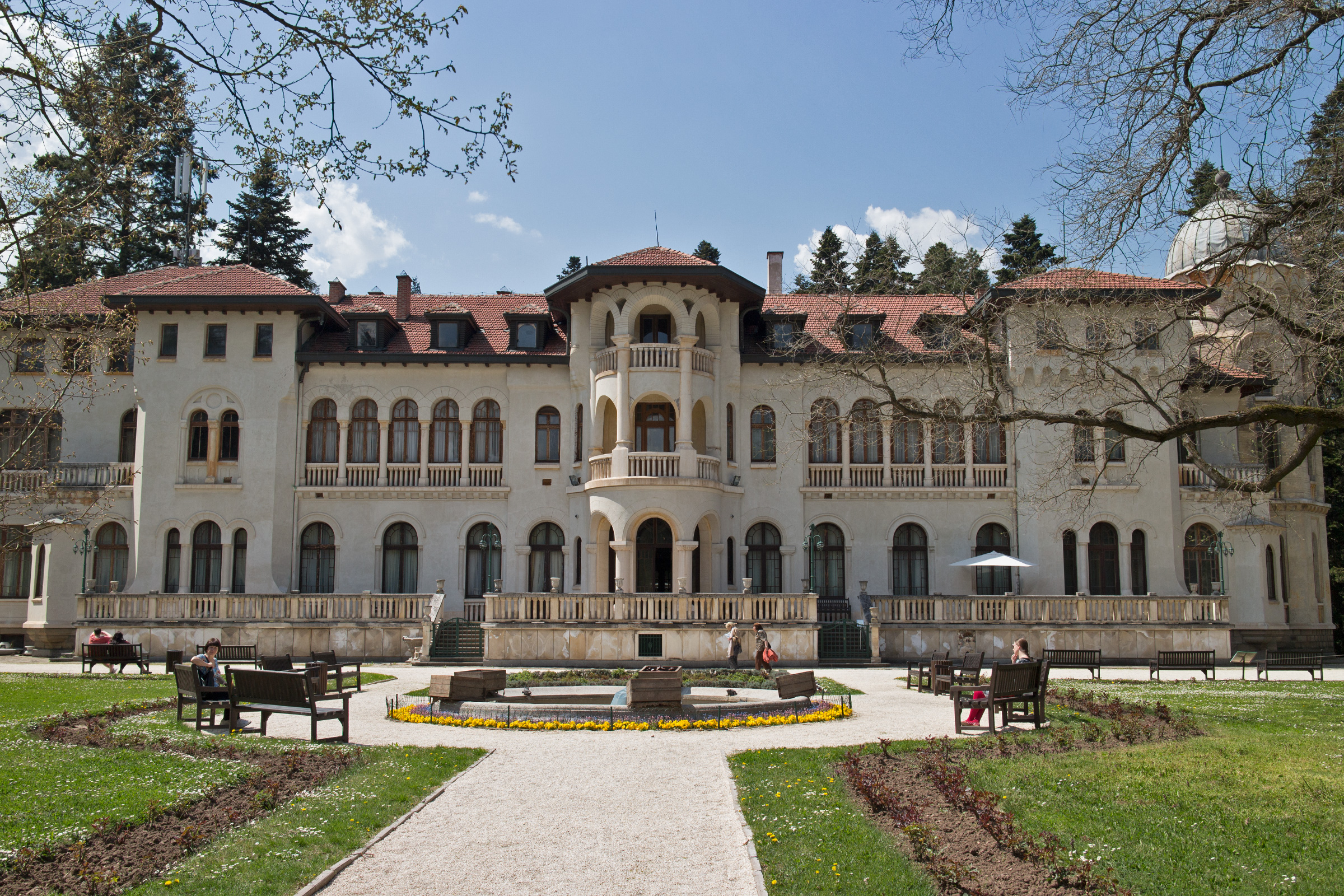
Vranapalatset

Vranapalatset är ett palats i Sofia i Bulgarien.  Det var den bulgariska kungafamiljens privatbostad 1898-1944, medan Kungliga Palatset i Sofia var det officiella residenset och Euxinograd dess sommarbostad. Det användes sedan som bostad av kommunistledaren.   